# ゲッキツ属
ゲッキツ属（Murraya）は、オオバゲッキツ等を含むミカン科に含まれる属の一つである。12の種からなる。この属は、同じ科のワンピ属やハナシンボウギ属とともに、カルバゾールアルカロイドの主要な抽出源である。木は民間療法に使われ、オオバゲッキツの葉はカレーの材料としても用いられる。また、造園や園芸用の樹木としても重要である。
主な種
- Murraya alata Drake
- M. koenigii (L.) Sprengel （オオバゲッキツ）
- M. ovatifoliolata (Engl.) Domin
- M. paniculata (L.) Jack （ゲッキツ）
- M. stenocarpa (Drake) Swingle